# Guglielmo da Fenoglio
Guglielmo da Fenoglio (Borgoratto, 1065 – Casotto, 1120) è stato un religioso e monaco cristiano italiano dell'Ordine dei certosini.

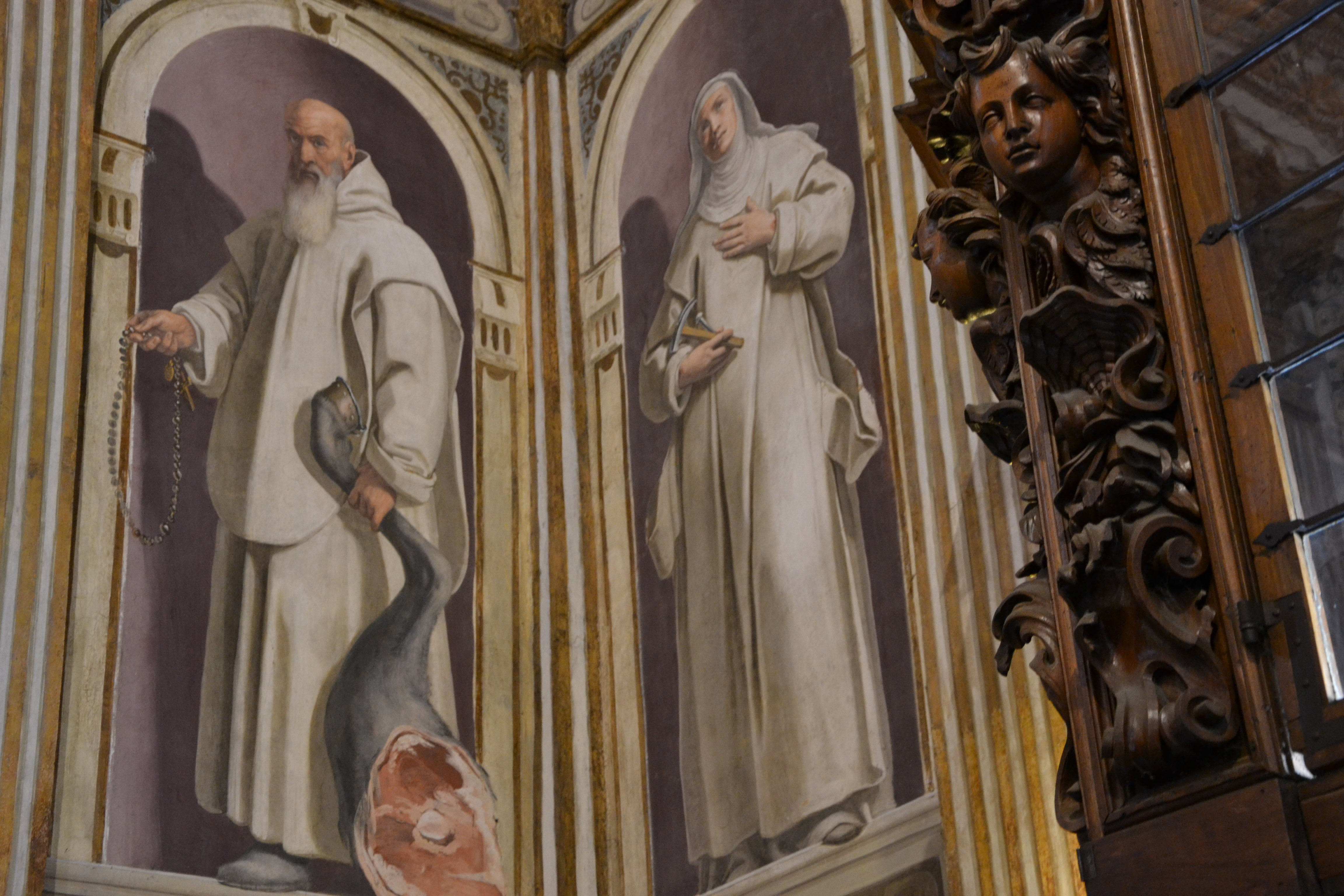
Da sinistra, Guglielmo da Fenoglio, tratto dalle Storie della vita di san Bruno, serie di affreschi di Daniele Crespi nella Certosa di Garegnano a Milano. Guglielmo è ritratto con la zampa della mula e il rosario tra le mani.

Monaco della certosa di Casotto, il suo culto come beato è stato confermato da papa Pio IX nel 1860.

## Biografia
Attratto dalla vita religiosa fin dalla giovinezza, condusse inizialmente vita eremitica presso Torre Mondovì e poi si unì ad alcuni compagni per vivere a Casotto secondo il modello proposto da san Bruno. La comunità, in seguito, si sottomise alla Grande Chartreuse.
Guglielmo rimase sempre un fratello laico e si distinse per lo spirito di umiltà e obbedienza.

## Il culto
Il suo corpo, conservato presso la "casa bassa" della certosa di Casotto, si conservò incorrotto e flessibile per tre secoli. La sua tomba fu più volte trasferita presso il cimitero della "casa superiore" e più volte ritornò alla "casa bassa": per evitare che i pellegrini disturbassero la vita solitaria dei certosini, la salma fu infine nascosta dai monaci e se ne perse completamente traccia.
È il patrono dei conversi certosini.
Nell'arte è spesso raffigurato con una zampa di mula che, secondo la leggenda agiografica, avrebbe utilizzato per mettere in fuga dei briganti. Sue immagini si trovano nella certosa di Pavia, nella chiesa del Brichetto a Morozzo e negli affreschi di Micco Spadaro nella certosa di San Martino a Napoli.
In una bolla di papa Pio V del 21 febbraio 1568 è appellato "santo". Papa Pio IX, con decreto del 29 marzo 1860, ne confermò ufficialmente il culto con il titolo di beato.
Il suo elogio si legge nel martirologio romano al 19 dicembre.